# 黑尔福德县
黑尔福德县（Kreis Herford）是德国北莱茵-威斯特法伦州东北部的一个县，隶属于代特莫尔德行政区，首府黑爾福德。

## 地理
黑尔福德县北面与明登-吕贝克县，东面和南面与利珀县，西南面与比勒费尔德市，西南面与居特斯洛县，西面与下萨克森州的奥斯纳布吕克县相邻。